# Kjeld Kirk Kristiansen
Pour les articles homonymes, voir Kristiansen.
Kjeld Kirk Kristiansen, né le 27 décembre 1947 à Billund au Danemark, est un entrepreneur danois. Il est notamment le dirigeant de la société The Lego Group de 1979 à 2004 et la personne la plus riche de son pays. En 2025, le magazine Forbes estime sa fortune à 6,3 milliards de dollars.
The Lego Group est toujours détenu et contrôlé par la famille Kristiansen et par ses fondateurs, même si le successeur de Kristiansen au poste de président de la société, Jørgen Vig Knudstorp, n'en fait pas partie. Kjeld est le fils de Godtfred Kirk Christiansen et le petit-fils du fondateur Ole Kirk Christiansen. Son fils Thomas Kirk Kristiansen (da) est le dirigeant de Lego Fonden (da).

## Modèle
Dans sa jeunesse, en tant que petit-fils du fondateur, il est fréquemment sollicité par son grand-père pour tester les inventions. Il apparaît comme modèle sur de nombreux éléments marketing, on peut par exemple le voir en train de jouer sur une boîte de Lego référence 810 en 1961.